# Rangsit Prayurasakdi

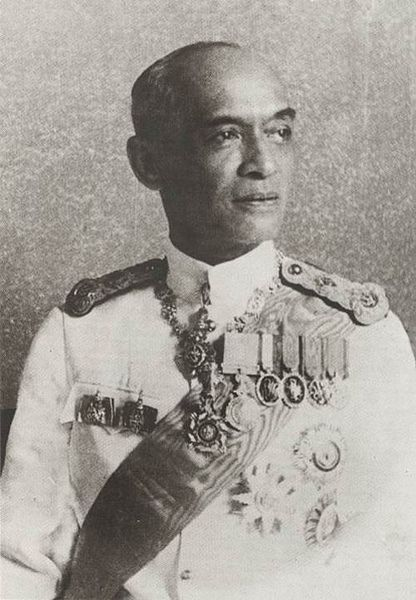
Prinz Rangsit Prayurasakdi (1946)

Prinz Rangsit Prayurasakdi, Fürst von Chai Nat (thailändisch: สมเด็จพระเจ้าบรมวงศ์เธอ พระองค์เจ้ารังสิตประยูรศักดิ์ กรมพระยาชัยนาทนเรนทร, RTGS: Somdet Phrachao Borommawongthoe Phra-ongchao Rangsit Prayurasak Kromphraya Chai Nat Narenthon, * 12. November 1885 in Bangkok; † 7. März 1951 ebenda) war ein Mitglied der thailändischen Königsfamilie. Er war ein Sohn von König Rama V. (Chulalongkorn). Rangsit diente als Staatsbeamter und war von 1946 bis 1950 Prinzregent für den jungen König Bhumibol Adulyadej. Anschließend bis zu seinem Tode Präsident des Kronrats.

## Die jungen Jahre in Deutschland
Er war das 52. von insgesamt 77 Kindern seines Vaters König Rama V. (Chulalongkorn) von Siam und das erste Kind seiner Mutter Manda Nueng, der 22. von rund 50 Nebenfrauen seines Vaters, einer Chao Chom, also einer nicht-königlichen Ehefrau. Aus dieser Ehe stammte auch Rangsits Schwester Yaovabhabongsa Sanidh (1884–1934), die als Prinzessin unverheiratet blieb.
Nach dem frühen Tod seiner Mutter wurde Rangsit zusammen mit drei weiteren Prinzen durch Königin Savang Vadhana adoptiert. Mit deren Sohn Prinz Mahidol Adulyadej verband ihn während seiner Kindheit eine enge Freundschaft, die später eine zentrale politische Rolle in Mahidols Karriere und der seines Sohnes Bhumibol Adulyadej spielte.
Die Öffnung Siams gegenüber westlichen Ländern gegen Ende des 19. Jahrhunderts hatte Rangsits Vater Chulalongkorn zu einem weltoffenen und sehr erfolgreichen Außenpolitiker gemacht, der eine enge Bindung zu anderen Staaten suchte, um das eigene Land entwickeln zu können. Er war auch der erste König Siams, der direkte Kontakte zu den europäischen Königshäusern pflegte und 1897 für neun Monate mehrere europäische Länder bereiste (unter anderem England, Frankreich, Russland und Deutschland).
Vermutlich führten diesen Kontakte mit Deutschland dazu, dass Rangsit eine Schulausbildung in Deutschland erhielt. Er war eine Zeit lang Schüler am Heidelberg College in Heidelberg und ging danach in Halberstadt (preußische Provinz Sachsen) aufs Gymnasium Martineum, wo er 1905 das Abitur machte.
Früh entwickelte sich bei Rangsit ein Interesse für Medizin, aber sein Vater bestand auf einer juristischen Ausbildung. Die langjährigen Kontakte zwischen Siam und Heidelberg und weitere Besuche von Mitgliedern des thailändischen Königshauses in der Universitätsstadt begründeten die Immatrikulation von Rangsit im Wintersemester 1905/1906 an der Ruprecht-Karls-Universität Heidelberg, zunächst im Fach Kameralistik (Staatswirtschaftslehre). Einer seiner damaligen Mitstudenten war Prinz Alfons von Bourbon, Infant von Spanien. Zwischen Winter 1905 und Sommer 1910 wohnte er als Student im Hause des Regierungsrates Mayer in der Gaisbergstraße 21, südlich der Altstadt, von 1910 bis 1913 waren seine Vermieter die Familie Kraus in der Unteren Neckarstr. 34.
1907 führte eine zweite Reise den Vater nach Europa. Dieser nutzte die Gelegenheit und besuchte vom 4. bis 6. Juni 1907 auch Rangsit in Heidelberg.
Im Sommer 1908 schrieb Rangsit sich für das Fach Philosophie ein. Damit bewies er seine vielfältigen Interessen, die neben den aufgebürdeten Pflichten auch die individuelle Entwicklung der Person wiedergeben. Hieraus entwuchs um 1911 auch eine Freundschaft mit dem Psychiater Arthur Kronfeld, der in Heidelberg sein Studium abschloss und sich dort kurzzeitig und intensiv mit dem Expressionismus beschäftigte. In seinem Lehrbuch der Charakterkunde dankt Kronfeld Prinz Rangsit ausdrücklich für die „wertvollen Förderungen und Anregungen“ bei der Einführung in die Weisheit des Ostens.
Rangsit besaß zudem großes Interesse an Pädagogik und engagierte sich als begeisterter Amateurfotograf, unter anderem 1912 in der vom Heidelberger Fotografen Ernst Gottmann initiierten „Allgemeinen Deutschen Photographischen Ausstellung“.
In dieser autonomen Lebensphase lernte er auch die Heidelbergerin Elisabeth Scharnberger (1892–1973) kennen, eine Verwandte des Malers Eugen Seelos, die er am 12. August 1912 (andere Quelle nennen den 28. August 1912) heiratete. Mit ihr hatte er drei Kinder, die beiden Söhne Piyarangsit Rangsit (1913–1990) und Sanidh Prayurasakdi Rangsit (1917–1995) sowie eine Tochter Charulaksana Kalyani (1924–2012). Durch die Heirat erhielt Elisabeth den offiziellen Titel Mom Scharnberger.
Obwohl die Familie einige Zeit später nach Thailand ging, besuchte Rangsit bis 1938 noch oft Deutschland und Heidelberg. Die Freundschaft zu Eugen Seelos führte die Familie bei diesen Besuchen oft nach Neusatz in Mittelbaden.

## Werdegang in Siam
Nach der Rückkehr in seine Heimat widmete Prinz Rangsit sich zunächst dem Aufbau des thailändischen Universitätssystems. Seine Kenntnisse des deutschen Hochschulsystems machten ihn zu einer der maßgeblichen Stützen der Entwicklung des Bildungssystems in seiner Heimat. Viele Grundzüge der deutschen Universitäten wurden dabei von ihm übernommen.
Als aber im Jahr 1920 eine Inspektion der amerikanischen Rockefeller Foundation große Mängel in der Gesundheitsausbildung Thailands aufzeigte, war es Rangsit, der nach Manila (Philippinen) ging, um dort den Aufbau und die Organisation einer angemessenen medizinischen Ausbildung kennenzulernen. Das von seinem Halbbruder Prinz Mahidol Adulyadej daraufhin initiierte Aufbauprogramm für die Medizinerausbildung wurde zwischen 1922 und 1924 von der Rockefeller Foundation unterstützt.
Rangsit konnte so in gewisser Weise sein Interesse für Medizin wiederbeleben und arbeitete in der Folgezeit als Direktor der Königlichen Medizinischen Schule (Royal Medical School). Später wurde er der erste General-Direktor der Abteilung für Hochschulangelegenheiten (University Affairs Department) im thailändischen Erziehungsministerium (Ministry of Education).
1931 richtete der amtierende König Prajadhipok (Rama VII.) für die gezielte Weiterentwicklung der Universität ein Planungskomitee ein. Hier erfolgte die Berufung von Prinz Rangit zum Vorsitzenden (Chairman) des Planungskomitees (Committee on Planning and Development) der Chulalongkorn-Universität. Diese erste Universität in Thailand hatte sich aus den weiterbildenden Einrichtungen der Royal Medical School und dem King Chulalongkorn’s Civil Service College für öffentliche Verwaltung entwickelt, welche – weitgehend unentgeltlich – Beamte und Mediziner für die staatliche Verwaltung ausbildete.
In diesem Posten erstellte Rangsit einige wichtige Berichte zur Weiterentwicklung der Universität. Seine Ideen beinhalteten unterschiedliche Alternativen zu Organisation und Verwaltung der Universität, zu Einnahmen und Ausgaben sowie erwartbaren Problemen. Er regte die Einrichtung neuer Studiengänge in den Bereichen Landwirtschaft, Wirtschaft, Tiermedizin, Rechtswissenschaften, Forstwirtschaft, Bergbau, Mineralogie, Archäologie, bildende Künste und Musik an.

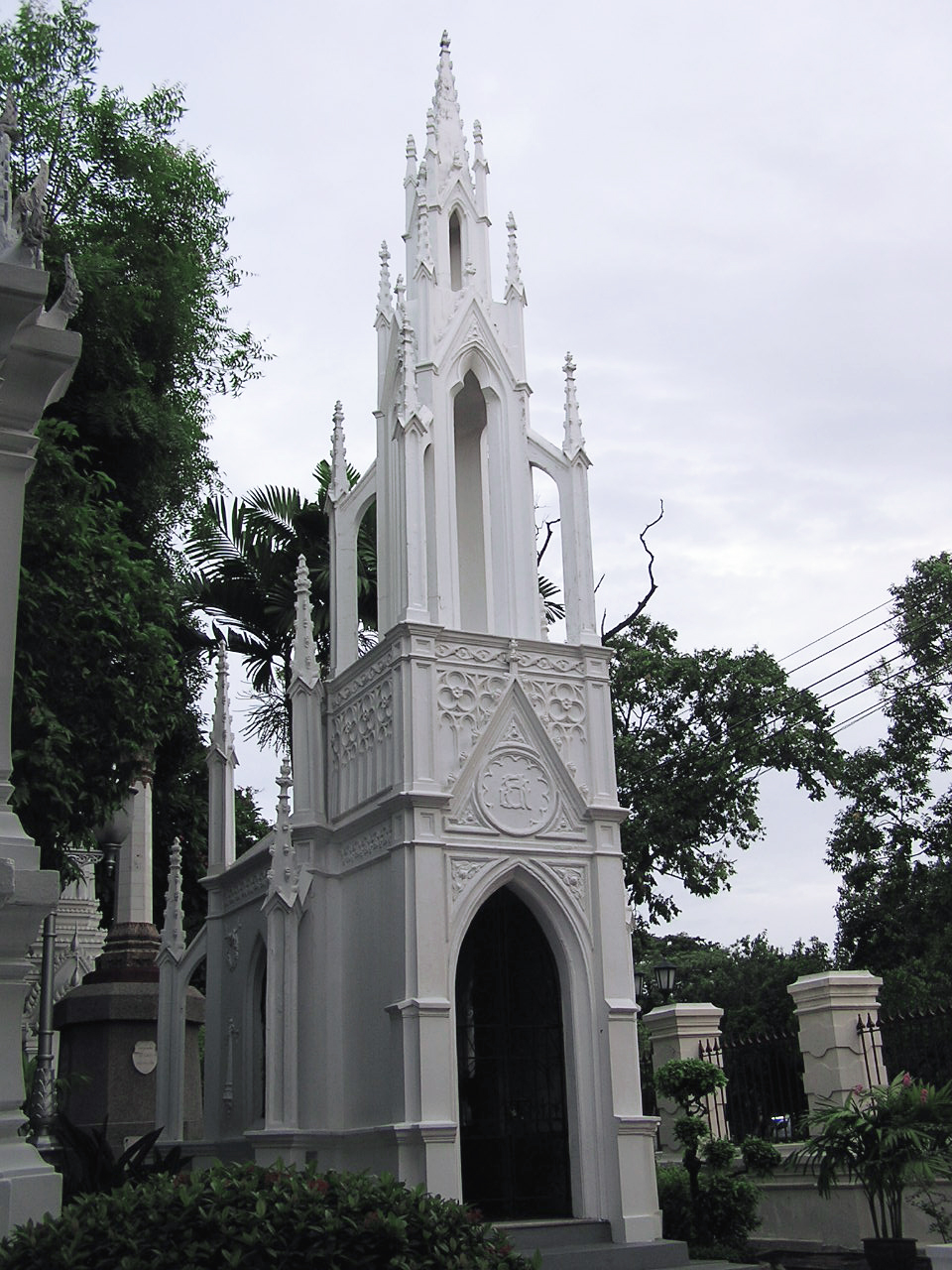
Mausoleum von Fürst Rangsit auf dem königlichen Friedhof im Wat Ratchabophit

Nachdem 1932 die absolute Monarchie in Thailand mit einer Revolution endete und der König 1935 im Nachgang politischer Auseinandersetzungen um die neue Verfassung abdanken musste, wurden zunächst Mitglieder der königlichen Familie weitgehend von politischen Funktionen und höheren Ämtern ausgeschlossen. Diese Abnabelung vom politischen Geschehen endete aber wieder nach dem Zweiten Weltkrieg.
Am 9. Juni 1946 starb König Ananda Mahidol (Rama VIII.) nur 21-jährig unter mysteriösen Umständen. Anwärter auf den Königsthron wurde damit Prinz Bhumibol, der Sohn von Rangsits Jugendfreund Prinz Mahidol. Da Prinz Bhumibol seine Ausbildung zunächst beenden wollte, übernahm ab dem 16. Juni 1946 sein Onkel Prinz Rangsit die Staatsgeschäfte als Prinzregent und war seit 1947 Präsident des höchsten Staatsrates (Supreme Council of State). Nach und nach führte er parallel seinen Neffen in das königliche Amt ein und organisierte am 5. Mai 1950 die Krönungszeremonie, mit der Prinz Bhumibol Adulyadej zum neunten König der Chakri-Dynastie (Rama IX.) gekrönt wurde. Nicht einmal ein Jahr später starb Prinz Rangsit am 7. März 1951 im Alter von 65 Jahren.